# Johan Henrik Dieden
Johan Henrik Emanuel Dieden (junior), född 26 juni 1840 i Malmö (Karoli), död där 15 februari 1923, var en svensk grosshandlare, konsul och politiker (höger). Han var son till Johan Henrik Dieden senior, bror till Berthold Dieden, farbror till Gotthard Dieden och far till Gustaf Dieden och Theodor Vincent Dieden (1845–1927).
Johan Dieden var i Malmö vicekonsul för Italien 1863–1895 och konsul för Belgien 1887–1892. Han var ordförande i direktionen för Navigationsskolan i Malmö 1874–1882 och i Malmö hamndirektion. Han var ledamot i Tullstatskommittén 1900–1902, ledamot av Malmö stadsfullmäktige 1875–1910 och dess vice ordförande den 17 november till den 31 december 1905.
Dieden tillhörde riksdagens andra kammare 1885–1896 för Malmö stad och första kammaren 1900–1910.